# Ефект Вільсона

Ілюстрація ефекту Вільсона. Видима форма півтіні сонячної плями змінюється залежно від положення на диску Сонця.

Ефе́кт Ві́льсона — зміна видимої форми сонячної плями залежно від положення на диску Сонця. Полягає в тому, що, якщо пляма лежить поблизу лімба Сонця, ближчий до лімба бік півтіні плями здається товщим, ніж дальший бік.

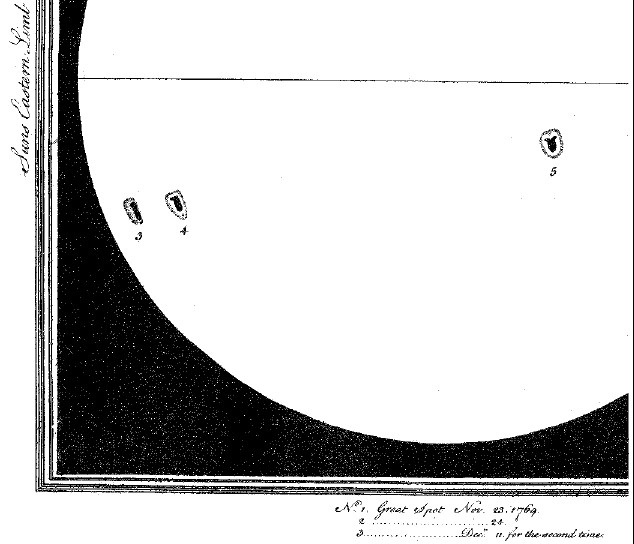
Замальовка диска Сонця з оригінальної роботи Вільсона. Видно асиметрію зони півтіні біля лівої плями (№ 3).

Ефект викликаний тим, що сонячна плазма в сонячній плямі дещо холодніша й розрідженіша, а отже — прозоріша, ніж у навколишній фотосфері. Таким чином, у плямі видиме світло виходить з більшої глибини, тому можна вважати, що сонячна пляма має форму блюдцеподібного зниження в сонячній атмосфері глибиною близько 500—700 км нижче за рівень фотосфери. Якщо площина такої плями не перпендикулярна до осі зору спостерігача, її далекий край виглядає ширшим, ніж передній.

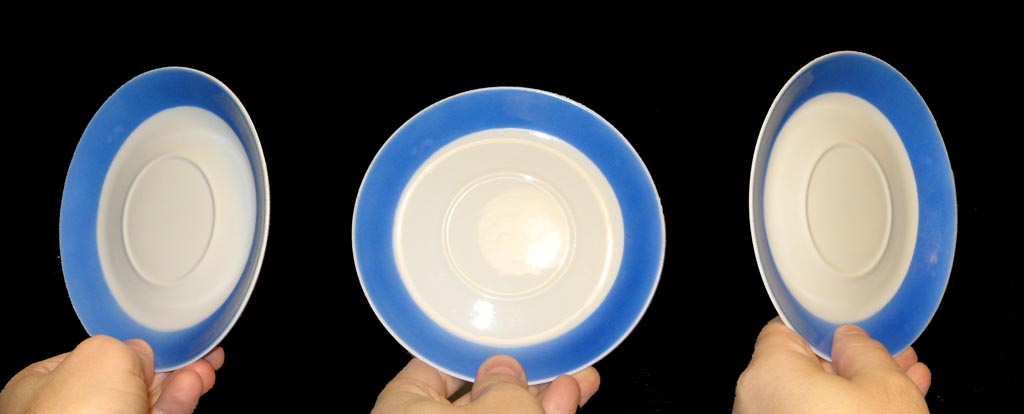
"Ефект Вільсона" на прикладі звичайного блюдця. Синій колір відповідає півтіні плями, білий - її тіні.

Цей ефект був вперше відзначений у 1769 році шотландським астрономом Александром Вільсоном, який правильно зрозумів геометричні причини такого явища і назвав сонячні плями «величезними поглибленнями у світній речовині Сонця».
Ефект Вільсона проявляється не в усіх сонячних плям. Крім того, у невеликої кількості плям складної конфігурації іноді може спостерігатися так званий «зворотний ефект Вільсона», при якому найближча до лімба сторона півтіні тонша, ніж віддалена від нього.
Сучасні спостережні засоби дозволяють безпосередньо вимірювати зниження видимої поверхні Сонця в плямах, так звану «вільсонівську депресію».